# Église réformée Port-Royal Quartier latin
L'Église réformée de Port-Royal Quartier latin est une paroisse membre de l'Église protestante unie de France, dont le temple est situé 18 boulevard Arago dans le 13e arrondissement de Paris. Elle anime également la Maison fraternelle, au 37 rue Tournefort dans le 5e arrondissement de Paris.

## Histoire

### Église réformée de Port-Royal

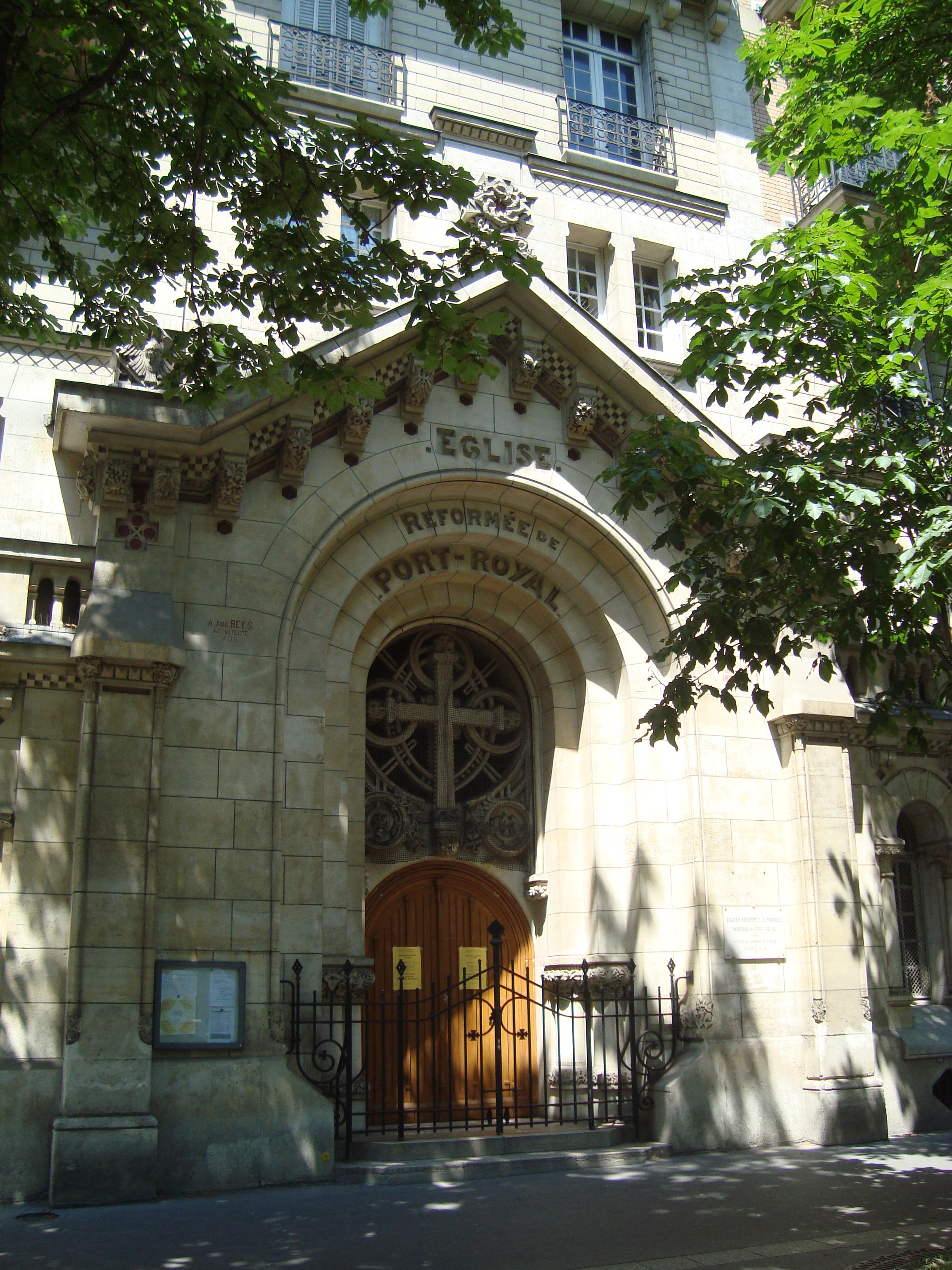
Détail du porche d'entrée.

Durant le Second Empire, la communauté réformée de Plaisance, située dans le 14e arrondissement, ouvre une annexe dans le 13e arrondissement, la « section de la Glacière », rue de la Glacière. Le 19 avril 1885, sous le ministère du pasteur Frantz Auguste Jacot, est inauguré un nouveau local au 35 rue Le Brun. Il prend le nom de « Oratoire des Gobelins ».
En 1898, le pasteur Jacot, dont le père Paul Jacot (1798-1863) a fait fortune à Saint-Pétersbourg dans l'exportation du bois de Sibérie, fait élever à ses frais le temple de Port-Royal au 18 boulevard Arago. Le boulevard Arago accueille déjà depuis 1879 le siège de la Faculté de théologie protestante de Paris (au n°83) et depuis 1885 la Maison des Missions, siège du Service protestant de Mission - DEFAP et de la bibliothèque de la SMEP (au n°102).
Le nom du temple est choisi pour rendre hommage à l'abbaye de Port-Royal de Paris, ancien couvent cistercien situé dans le quartier qui est le foyer du jansénisme durant le Grand Siècle. Le jansénisme est qualifié par le cardinal Mazarin de « calvinisme rebouilli » à cause de ses positions similaires dans la compréhension radicale de la révélation et de la grâce, à la suite d'Augustin d'Hippone, leur rigorisme moral et leur résistance à la persécution de l’Église catholique,. Ses figures principales sont Cornelius Jansen, Jean Racine, Blaise Pascal, Antoine Arnauld et plusieurs prêtres de l'Oratoire, comme Pasquier Quesnel.
L'architecte, Adolphe Augustin Rey, est également celui de l'église luthérienne de Bon-Secours dans le 11e arrondissement en 1896, et de l'église luthérienne Saint-Paul de Montmartre dans le 18e arrondissement en 1897. Le temple est intégré à un immeuble de style haussmannien, dont il occupe les deux premiers étages. Les descendants du pasteur Jacot restent propriétaires de l'immeuble jusqu'en 1969.
En 1903, le pasteur Frantz Jacot meurt et son gendre Louis Kreyts lui succède. En 1906, après la loi de séparation des Églises et de l'État, il dépose les statuts de l'association cultuelle qui devient indépendante de celle du temple protestant de Montparnasse-Plaisance. Pendant la Première Guerre mondiale, il est aumônier militaire. Un tableau à droite de la nef fait mémoire de 19 paroissiens « morts pour la France »,. Louis Kreyts exerce son ministère jusqu'à la Seconde Guerre mondiale.
Après-guerre, lui succèdent les pasteurs Emmanuel de La Gravière, Rosier, Ian Muir, René Pénisson, Alain Houziaux, Jean-Claude Ross, Jean-Pierre Sternberger, Jean-Yves Peter. La pasteure Corinne Daniélian exerce de 2001 à 2003. En 2002 est acheté un orgue construit en 1977 par le facteur Michel Alcouffe, un instrument de 15 jeux réels sur deux claviers de 56 notes et pédalier de 30 notes. En 2004, sont réunies les paroisses de Port-Royal et de la Maison fraternelle.
Brice Deymié est pasteur de la communauté de 2004 à 2008. Il est suivi aujourd'hui par Robert Philipoussi, intéressé par le dialogue islamo-chrétien et l'articulation entre art et foi.

### Maison fraternelle

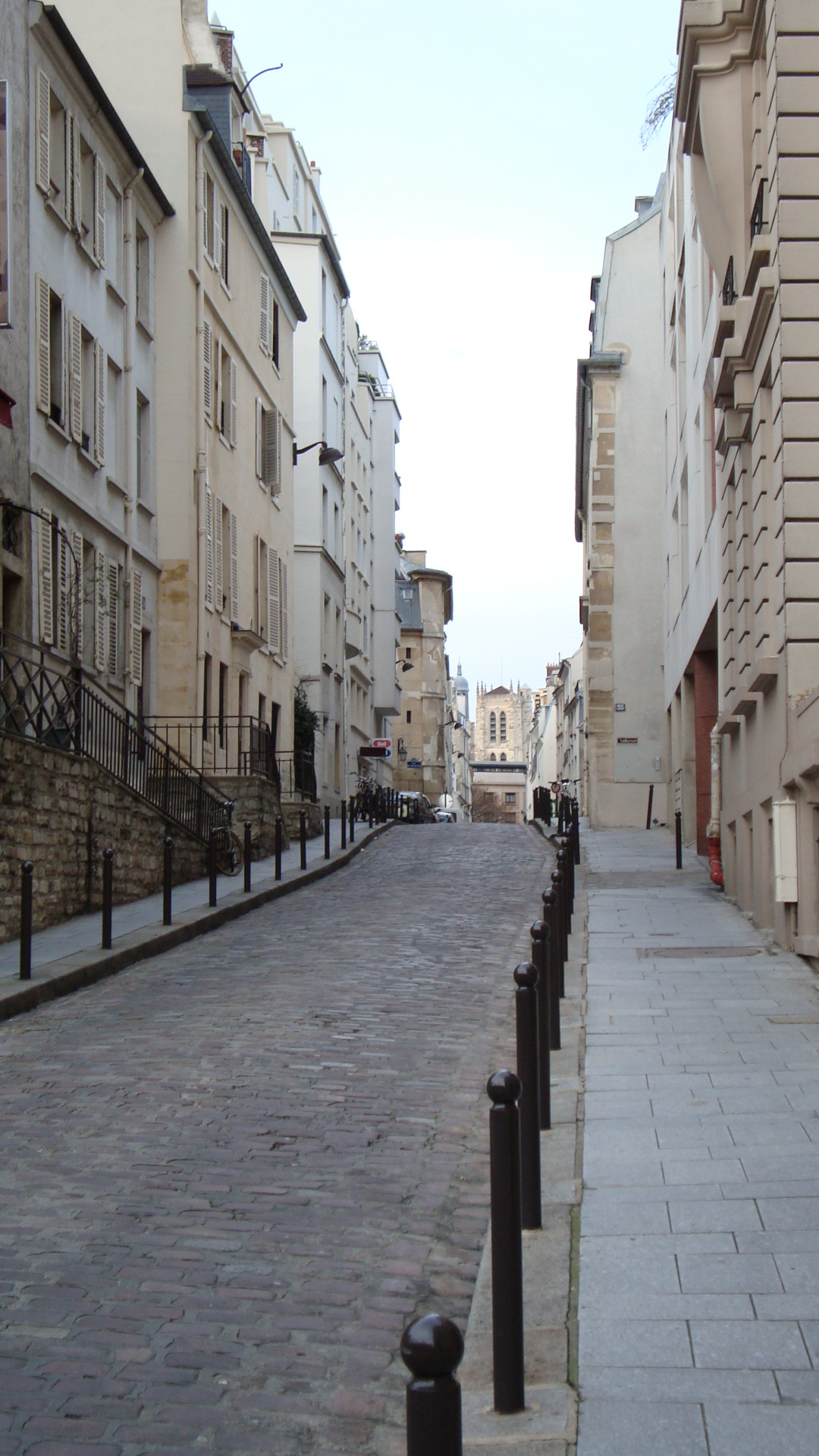
Rue Tournefort (Paris), avec l'entrée de la Maison fraternelle à droite. Au fond dans l'axe, la tour Clovis du lycée Henri-IV.

La Maison fraternelle est située dans le Quartier latin. À la Renaissance, ce quartier intellectuel est un lieu important de la Réforme protestante. Jean Calvin étudie au collège de la Marche et de Montaigu ; en 1533 il échappe aux persécution en fuyant par les toits, depuis la « Tour Calvin » du collège Fortet, visible encore aujourd'hui dans la cour du 21, rue Valette. Le 4 septembre 1558, trois à quatre cents « luthériens » sont pris à partie à la sortie de leur culte qui a lieu rue Saint-Jacques. En 27 décembre 1563 est détruit le temple des patriarches.
En 1848, l'évangélisateur Léon Pilatte loue pour des réunions et études bibliques la « salle du Vieux Chêne » au 69 rue Mouffetard, puis au 36 rue de l'Arbalète. Elle est fermée en mai 1950. En 1847, le pasteur luthérien Louis Meyer fonde l'œuvre évangélique du Quartier Saint-Marcel. Il loue différentes salles avant d’acheter en 1953 un immeuble traversant du 19 rue Tournefort au 44 rue Mouffetard. Une école est fondée, puis une église officiellement en 1862. Après la guerre franco-allemande de 1870, la paroisse déménage au 24 rue Pierre-Nicole. En 1908 y sera rebâtie l'actuelle église luthérienne Saint-Marcel.
En 1870, le pasteur de Plaisance Benjamin Couve s'installe à son tour dans le quartier, rue Saint-Jacques puis rue Monge. En 1910, devenu pasteur de Pentemont, il fait acquérir le terrain du 37 rue Tournefort. Le pasteur Philippe de Félice est le premier pasteur de la Maison fraternelle. Il est également chargé de cours à l'École pratique des hautes études (EPHE), à la faculté protestante de théologie et bibliothécaire de la Société de l'histoire du protestantisme français.
Dans les années 1980, l'ancien immeuble est reconstruit. Le pasteur et peintre Aimé Esposito-Ferese réoriente l'action sociale vers le monde artistique, les arts plastique, la musique et le théâtre.
La Maison fraternelle héberge les bureaux du secrétariat du Conseil régional de l'Église réformée de France, puis du Conseil réformé de la région parisienne de l'Église protestante unie de France jusqu'à son déménagement en 2021. En 2017, ouvre L'Escale-Port Royal, un tiers-lieu situé 47 rue Henri Barbusse dans le 5e arrondissement, soutenue par l'EPUdF, la Ligue pour la lecture de la Bible, la Fraternité spirituelle des Veilleurs et les Diaconesses de Reuilly,.

## Architecture
Le temple du Port-Royal est de style néo-roman. Comme le temple protestant du Saint-Esprit (8e arrondissement) et du Foyer de l'Âme (11e arrondissement), il est intégré à un immeuble et éclairé par un verrière zénithale. L'intérieur rappelle les origines russes du pasteur Frantz Jacot : il est de style néo-byzantin, avec des bancs et boiseries en chêne de Sibérie, et 22 mosaïques représentant des scènes de la vie de Jésus-Christ.
Le porche en plein cintre présente une croix latine ouvragée. Le nom de l’Église est inscrit en lettres capitales sur les voussures.